# Galium cinereum
Galium cinereum är en måreväxtart som beskrevs av Carlo Allioni. Galium cinereum ingår i släktet måror, och familjen måreväxter. Inga underarter finns listade i Catalogue of Life.